# Humphrey de Bohun (7e comte de Hereford)
Pour les articles homonymes, voir Humphrey de Bohun et Bohun.
Humphrey de Bohun est un baron anglais du XIVe siècle né le 25 mars 1342 et mort le 16 janvier 1373. Il est le 7e comte de Hereford, le 6e comte d'Essex et le 2e comte de Northampton.

## Biographie
Humphrey de Bohun est le fils du comte de Northampton Guillaume de Bohun et de son épouse Élisabeth de Badlesmere. Par sa grand-mère paternelle Élisabeth d'Angleterre, il descend du roi Édouard Ier. Il hérite de Northampton à la mort de son père, en 1360. L'année suivante, c'est au tour de son oncle, le comte de Hereford et d'Essex Humphrey de Bohun, de mourir. Comme il ne laisse pas d'enfants, c'est le jeune Humphrey qui hérite de ses titres.
Il est fait chevalier de l'Ordre de la Jarretière en 1365.
Humphrey de Bohun meurt à l'âge de 30 ans. Il laisse deux filles, et ses titres sont partagés entre ses deux gendres : Thomas de Woodstock devient comte d'Essex, et Henri Bolingbroke (le futur roi Henri IV) devient comte de Northampton.

## Mariage et descendance
Le 9 septembre 1359, Humphrey de Bohun épouse Jeanne (1347-1419), fille du comte d'Arundel Richard FitzAlan. Ils ont trois filles :
- Éléonore (vers 1366 – 3 octobre 1399), épouse en 1376 le prince Thomas de Woodstock ;
- Marie (vers 1368 – 4 juin 1394), épouse en 1380 ou 1381 le prince Henri Bolingbroke ;
- Élisabeth (morte jeune).